# Александър Сабуров
Александър Николаевич Сабуров (1 август 1908 – 15 април 1974) е един от лидерите на съветското партизанско движение в УССР и Западна Русия по време на Втората световна война.
Сабуров е роден на 1 август 1908 г. в руско селско семейство в Ярушки, Вятска губерния (сега част от Ижевск, Удмуртия); той се присъединява към Комунистическата партия на Съветския съюз през 1932 г. и към НКВД през 1938 г.
Няколко месеца след германското нахлуване в СССР през есента на 1941 г. Сабуров организира първите партизански отряди в окупираните от врага области Брянска, Орловска и Сумска. Неговият партизански отряд наброява около 1800 души и през зимата на 1941 – 42 г. ефективно громи германските войски, действащи зад вражеските им съветски линии. На 18 май 1942 г. Сабуров е удостоен със званието Герой на Съветския съюз, както и с орден „Ленин“ за личен героизъм и принос към съветските военни усилия.
В края на 1942 г. Сабуров премества партизанския си отряд в Украйна и действа в Централна и Западна Украйна. Заедно със Сидор Ковпак той играе ключова роля в ръководството на партизанското движение в Украйна.
През 1944 г. е повишен в чин генерал-майор.
След войната заема високопоставени длъжности в НКВД на Украйна, а през 1954 г. става един от ръководителите на съветското МВД.
Той е член на Върховния съвет на СССР между 1948 и 1958 г.
Сабуров е награден с орден „Червено знаме“, орден „Суворов“, орден „Богдан Хмелницки“, орден „Отечествена война“ и орден „Червена звезда“. Александър Сабуров умира на 15 април 1974 г. и е погребан на Новодевичието гробище в Москва.

## Награди
- Герой на Съветския съюз (18 май 1942 г.);
- Два ордена на Ленин;
- Орден на Червеното знаме;
- Орден на Суворов, 2-ра степен;
- Орден „Богдан Хмелницки“, 1-ва и 2-ра степен;
- Орден на Отечествената война, I степен, два пъти;
- Орден на Червената звезда;
- Медал „Партизан на Отечествената война“, 1-ва степен;
- Медал „За победата над Германия във Великата отечествена война 1941 – 1945 г.“.